# Liparetrus lanaticollis
Liparetrus lanaticollis är en skalbaggsart som beskrevs av Macleay 1888. Liparetrus lanaticollis ingår i släktet Liparetrus och familjen Melolonthidae. Inga underarter finns listade i Catalogue of Life.